# Arrondissement di Nogent-le-Rotrou
L'arrondissement di Nogent-le-Rotrou è una suddivisione amministrativa francese, situata nel dipartimento dell'Eure-et-Loir e nella regione del Centro-Valle della Loira.

## Composizione
L'arrondissement di Nogent-le-Rotrou raggruppa 52 comuni in 4 cantoni:
- cantone di Authon-du-Perche
- cantone di La Loupe
- cantone di Nogent-le-Rotrou
- cantone di Thiron-Gardais